# Polyscias lydgatei
Polyscias lydgatei är en araliaväxtart som först beskrevs av Wilhelm B. Hillebrand och som fick sitt nu gällande namn av Porter Prescott Lowry och Gregory M. Plunkett.
Polyscias lydgatei ingår i släktet Polyscias och familjen Araliaceae. Inga underarter finns listade i Catalogue of Life.